# Ronde van Slovenië 2008
De Ronde van Slovenië 2008 (Sloveens: "Dirka po Sloveniji 2008") werd verreden van donderdag 11 juni tot en met zondag 14 juni in Slovenië. Het was de 15e editie van de rittenkoers, die sinds 2005 deel uitmaakt van de UCI Europe Tour (categorie 2.1).

## Klassementsleiders
| Etappe      | Winnaar           | Algemeen          | Punten            | Berg          | Jongeren           | Ploegen                         |
| ----------- | ----------------- | ----------------- | ----------------- | ------------- | ------------------ | ------------------------------- |
| 1           | Claudio Cucinotta | Claudio Cucinotta | Claudio Cucinotta | Kristjan Fajt | Björn Thurau       | NGC Medical-OTC Industria Porte |
| 2           | Radoslav Rogina   | Claudio Cucinotta | Claudio Cucinotta | Mitja Mahorič | Björn Thurau       | Perutnina Ptuj                  |
| 3           | Jure Golčer       | Jure Golčer       | Enrico Rossi      | Jure Golčer   | Robert Kišerlovski | Perutnina Ptuj                  |
| 4           | Francesco Chicchi | Jure Golčer       | Enrico Rossi      | Jure Golčer   | Robert Kišerlovski | Perutnina Ptuj                  |
| Eindstanden | Eindstanden       | Jure Golčer       | Enrico Rossi      | Mitja Mahorič | Robert Kišerlovski | Perutnina Ptuj                  |

## Etappe-uitslagen

### 1e etappe
| Ljubljana – Postojna (161 km) |                   |                                 |            |
| Plaats                        | Naam              | Ploeg                           | Tijd       |
| Winnaar                       | Claudio Cucinotta | LPR Brakes-Ballan               | 3u 55' 39" |
| 2                             | Enrico Rossi      | NGC Medical-OTC Industria Porte | z.t.       |
| 3                             | Simone Cadamuro   | Nippo-Endeka                    | z.t.       |

### 2e etappe
| Piran – Koper (179 km) |                 |                |            |
| Plaats                 | Naam            | Ploeg          | Tijd       |
| Winnaar                | Radoslav Rogina | Perutnina Ptuj | 4u 24' 08" |
| 2                      | Mitja Mahorič   | Perutnina Ptuj | z.t.       |
| 3                      | Gregor Gazvoda  | Perutnina Ptuj | z.t.       |

### 3e etappe
| Škofja Loka – Krvavec (123 km, 153 km) |                    |                   |            |
| Plaats                                 | Naam               | Ploeg             | Tijd       |
| Winnaar                                | Jure Golčer        | LPR Brakes-Ballan | 3u 14' 35" |
| 2                                      | Franco Pellizotti  | Liquigas          | +00' 09"   |
| 3                                      | Robert Kišerlovski | Adria Mobil       | +00' 23"   |

### 4e etappe
| Celje – Novo mesto (157 km) |                   |                                |            |
| Plaats                      | Naam              | Ploeg                          | Tijd       |
| Winnaar                     | Francesco Chicchi | Liquigas                       | 3u 32' 07" |
| 2                           | Jure Kocjan       | Perutnina Ptuj                 | z.t.       |
| 3                           | Gabriele Balducci | Acqua & Sapone - Caffe Mokambo | z.t.       |

## Eindklassementen

### Algemeen klassement
| Ronde van Slovenië 2008 |                    |                                 |           |
| Plaats                  | Naam               | Ploeg                           | Tijd      |
| Gele trui               | Jure Golčer        | LPR Brakes-Ballan               | 15u06'19" |
| 2                       | Franco Pellizotti  | Liquigas                        | +00' 13"  |
| 3                       | Robert Kišerlovski | Adria Mobil                     | +00' 29"  |
| 4                       | Radoslav Rogina    | Perutnina Ptuj                  | +00' 43"  |
| 5                       | Simon Špilak       | Lampre                          | +00' 51"  |
| 6                       | Przemysław Niemiec | Miche                           | +01' 00"  |
| 7                       | Grega Bole         | Adria Mobil                     | +01' 06"  |
| 8                       | Matija Kvasina     | Perutnina Ptuj                  | +01' 10"  |
| 9                       | Luca Zanasca       | Centri Della Calzatura-Partizan | +01' 37"  |
| 10                      | Ruslan Pydgornyy   | LPR Brakes-Ballan               | +01' 46"  |

### Puntenklassement
| Ronde van Slovenië 2008 |                   |                                 |        |
| Plaats                  | Naam              | Ploeg                           | Punten |
| Blauwe trui             | Enrico Rossi      | NGC Medical-OTC Industria Porte | 64     |
| 2                       | Francesco Chicchi | Liquigas                        | 39     |
| 3                       | Radoslav Rogina   | Perutnina Ptuj                  | 37     |

### Bergklassement
| Ronde van Slovenië 2008 |               |                   |        |
| Plaats                  | Naam          | Ploeg             | Punten |
| Bolletjestrui           | Mitja Mahorič | Perutnina Ptuj    | 15     |
| 2                       | Jure Golčer   | LPR Brakes-Ballan | 12     |
| 3                       | Kristjan Fajt | Perutnina Ptuj    | 9      |

### Jongerenklassement
| Ronde van Slovenië 2008 |                    |             |           |
| Plaats                  | Naam               | Ploeg       | Tijd      |
| Witte trui              | Robert Kišerlovski | Adria Mobil | 15u06'48" |
| 2                       | Simon Špilak       | Lampre      | +00' 22"  |
| 3                       | Blaž Furdi         | Sava        | +03' 22"  |

1993 · 1994 · 1995 · 1996 · 1997 · 1998 · 1999 · 2000 · 2001 · 2002 · 2003 · 2004 · 2005 · 2006 · 2007 · 2008 · 2009 · 2010 · 2011 · 2012 · 2013 · 2014 · 2015 · 2016 · 2017 · 2018 · 2019 · 2020 · 2021 · 2022 · 2023 · 2024